# Ulvenhout
Ulvenhout is een dorp in de gemeenten Breda en Alphen-Chaam, in de Nederlandse provincie Noord-Brabant. Het ligt een kilometer ten zuidoosten van Breda, grenzend aan de A58. Ulvenhout telt 5.025 inwoners in de gemeente Breda en 325 inwoners in de gemeente Alphen-Chaam. De kom van Ulvenhout behoort tot de gemeente Breda.
De kern bestaat uit de hoofdstraat met diverse winkels. Op donderdagmiddag wordt de markt gehouden op het Dorpsplein.

## Toponymie
De eerste schriftelijke verwijzing naar Ulvenhout stamt uit 1274, waarin gesproken wordt over Ulvenholti. Latere vermeldingen komen uit 1277 (Uluenhout), 1308 (Olvenhout) en 1328 (Hulvenout). De naam is waarschijnlijk afkomstig van hoogopgaand bos met ulven, meervoud van een thans in vergetelheid geraakte boomnaam, of hulven, meervoud van hulf (steekpalm, hulst). In de vroege en hoge middeleeuwen kwam in deze streken nog veel bos voor.

## Status
Tot en met 1941 viel Ulvenhout onder de gemeente Ginneken en Bavel. In 1941 ging Ulvenhout over naar de gemeente Nieuw-Ginneken.
Bij de gemeentelijke herindeling per 1 januari 1997 verviel de gemeente Nieuw-Ginneken. De bebouwde kom van Ulvenhout werd bij Breda gevoegd en een deel van het buitengebied is overgegaan naar de gemeente Alphen-Chaam. Het betreft het deel ten zuiden van de A58 (het landgoed Anneville en de buurtschappen Geersbroek, Couwelaar, Notsel en Rakens). Om verwarring te voorkomen met het Bredase deel werd aan dit gebied aanvankelijk de naam Geersbroek toegekend. Protest bij de gemeente Alphen-Chaam heeft ertoe geleid dat de naam Ulvenhout, wel met de toevoeging AC, ook voor het Alphen-Chaamse deel gehandhaafd blijft.

## Geschiedenis
De geschreven geschiedenis van Ulvenhout, begint met het Oud Hof. Dit was een pachthoeve in beheer van de abdij van Thorn, gelegen aan de Mark (900-1300), in de nabijheid van de weg van Breda naar Turnhout (de huidige Dorpstraat). De hoeve kwam in Bredaas bezit en rond 1400 liet de Heer van Breda een nieuwe hoeve bouwen “de Prinsenhoef” en raakte het Oud Hof in verval.
Bij “de Prinsenhoef” ontstond het gehucht Ulvenhout dat lange tijd uit slechts acht boerderijen bestond. Aan de westzijde van de huidige Dorpstraat ontstaat in de vijftiende eeuw het landgoed Grimhuijsen. In de vijftiende en zestiende eeuw kwam er bebouwing op de Heuvel (verbreding van de Dorpstraat ter hoogte van de Pekhoeve naar de splitsing Molenstraat-Pennendijk). Ook aan de Pennendijk stonden in de zestiende eeuw al meerdere boerderijen.
Het huidige parochiecentrum en de kerk hebben zich rond het landgoed Grimhuijsen ontwikkeld. Het parochiecentrum is rond 1740 gebouwd, de huidige kerk is bijna twee eeuwen later rond 1904 gebouwd. De ontwikkeling van de woningbouw die de westzijde van de Dorpsstraat zijn huidige voorkomen geeft, vond plaats in de periode vanaf de tweede helft van de negentiende eeuw tot aan de Tweede Wereldoorlog. Aan de oostzijde van de Dorpstraat begon de ontwikkeling aan het begin van de negentiende eeuw. Tot aan de Tweede Wereldoorlog vonden er nog kleinschalige ontwikkelingen plaats waaronder de bouw van een volkswoningbouwcomplex (Poststraat 1-27) rond 1930. Vanaf de Tweede Wereldoorlog kwamen er grootschalige ontwikkelingen op gang. In een aantal fasen werd Ulvenhout uitgebreid van een dorp met lintbebouwing aan een historische doorgaande weg tot zijn huidige vorm.
De tegenwoordige Sint Laurentiuskerk van Ulvenhout werd ingewijd op 25 juli 1904. Zij was niet het eerste Ulvenhoutse kerkgebouw; daarvóór hadden er al twee andere kerken bestaan, een die in 1792 in gebruik werd genomen en een die in 1742 werd gebouwd. De laatstgenoemde kerk was echter al veel ouder. De kerkschuur die in 1742 werd gebouwd, was bestemd als kerkgelegenheid voor de uitgestrekte parochie Ginneken, waartoe destijds ook Ulvenhout behoorde. Ginneken had in de eeuw daarvóór het eigen kerkgebouw moeten afstaan aan de hervormden. De kerkschuur van Ulvenhout diende feitelijk om die te vervangen. Men sprak ook nog steeds van de parochie Ginneken. Maar toen in de 19e eeuw de bewoners van de oude dorpskom weer een eigen kerkgebouw wensten, werd Ginneken in 1837 als zelfstandige parochie afgesplitst van de parochie Ulvenhout. Een verrassende beslissing, want die parochie Ulvenhout was welbeschouwd geen andere dan de oorspronkelijke parochie Ginneken.
De Franciscanessen kwamen vanuit Etten naar Ulvenhout in 1845, waar ze in 1846 een meisjesschool stichtten en in 1868 het Sint-Theresiaklooster aan de Dorpsstraat 44-46 lieten bouwen. In 1904, toen ook de nieuwe kerk gereedkwam, werden de voorgevels aan de neogotische stijl van de kerk aangepast. De zusters namen afscheid in 1966, waarna de gebouwen een nieuwe bestemming kregen. Slechts het opschrift Mariaschool aan één der gevels herinnert nog aan de oorspronkelijke functie.

## Bekende bouwwerken

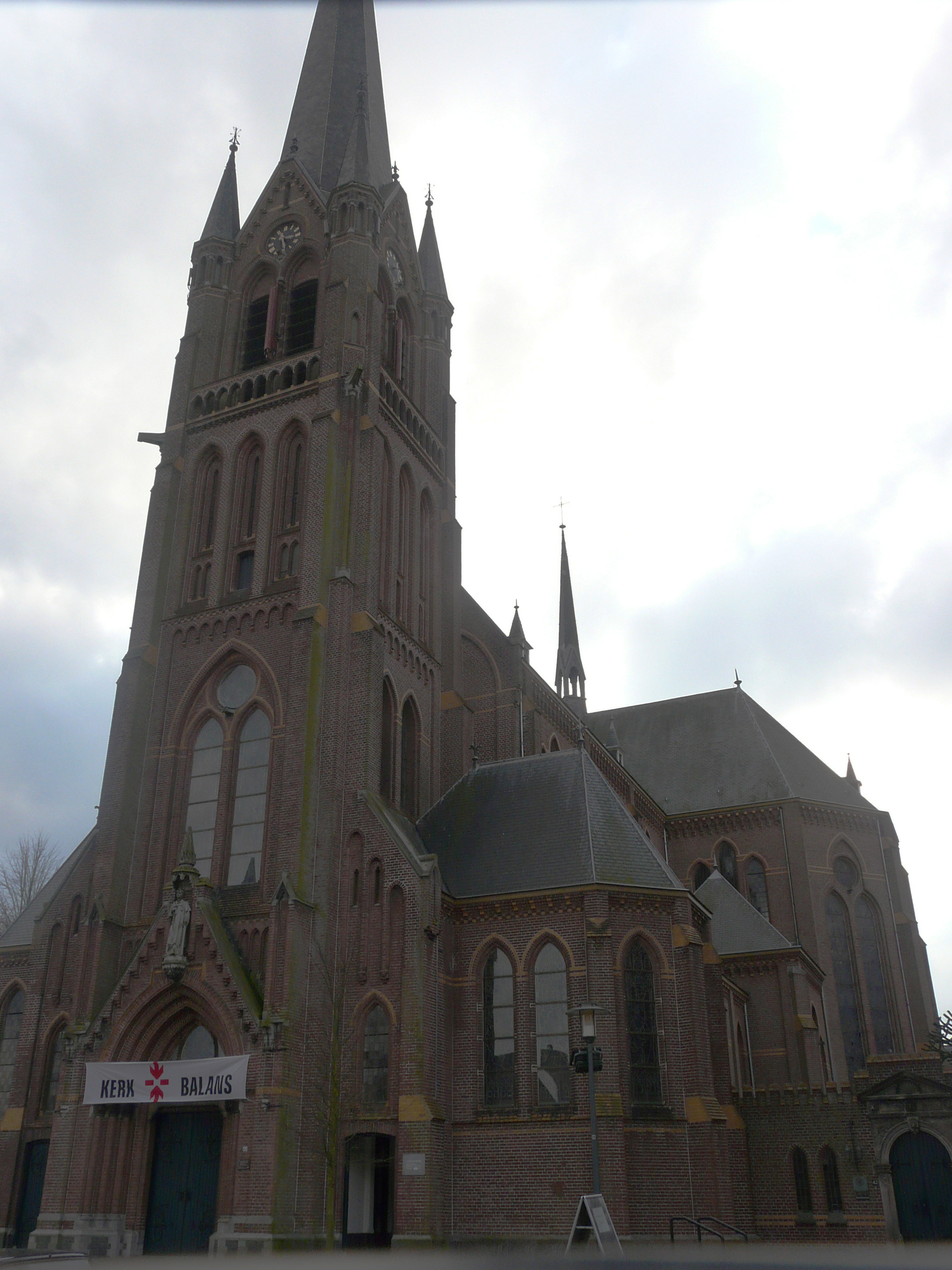
Sint-Laurentiuskerk

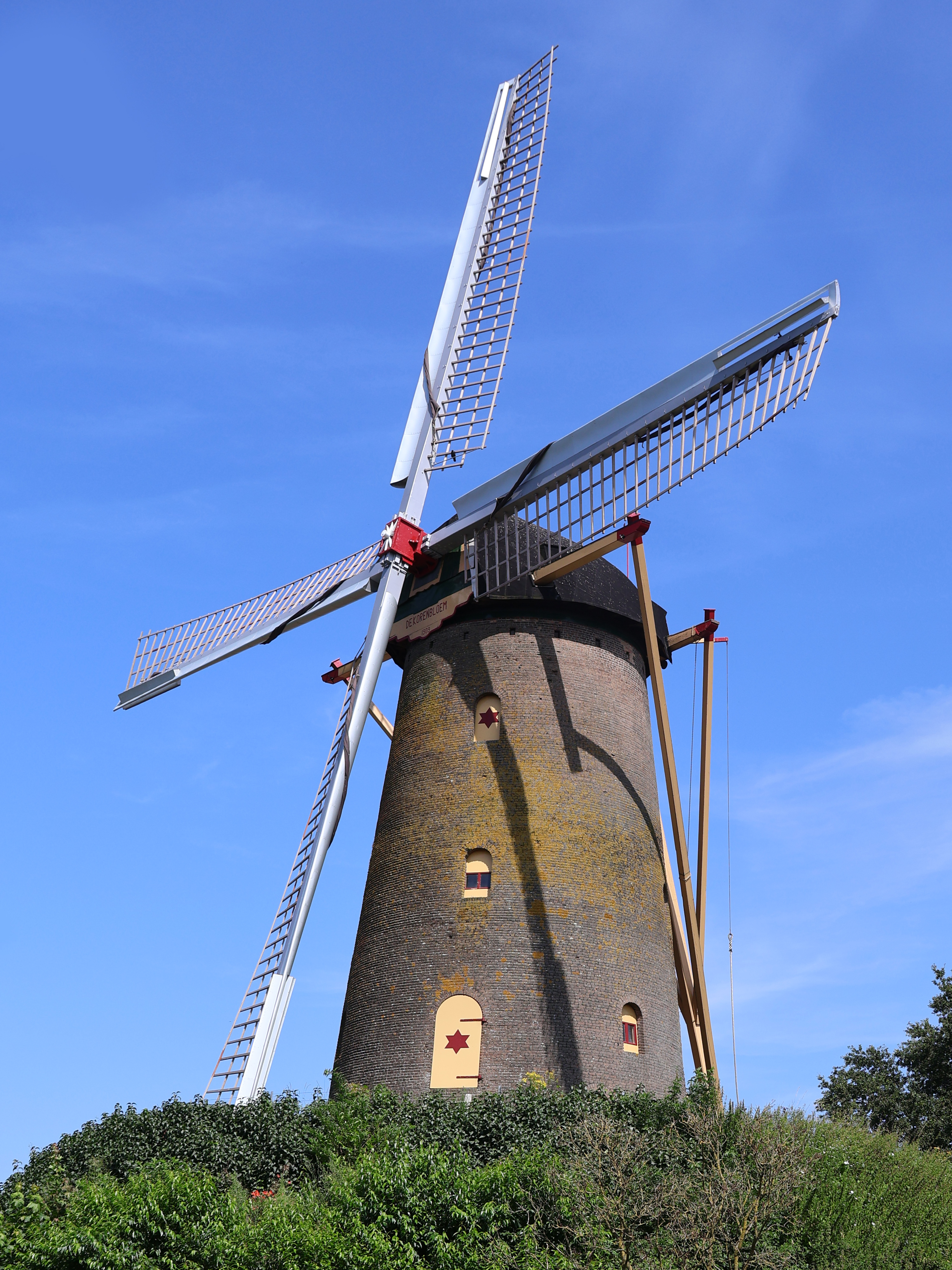
Molen De Korenbloem

- De neogotische Sint-Laurentiuskerk en de ernaast gelegen pastorie dateren uit 1904. Beide panden zijn beschermd als rijksmonument, evenals het Van Peteghemorgel dat dateert uit 1803.
- De ronde stenen molen De Korenbloem is een beltmolen die dateert uit 1909. In 1835 werd hier een gelijknamige standerdmolen gebouwd, die voorheen op de Goudberg te Strijbeek stond. Deze brandde in 1909 af. Nog in datzelfde jaar werd in opdracht van eigenaar P. Soffers de huidige bergkorenmolen gebouwd. Na een aantal jaren te hebben stilgestaan, kon de molen in 1977, dankzij een actief gemeentelijk subsidiebeleid, na een flinke restauratie weer in gebruik worden genomen. In 1998 is er een stichting opgericht die zich inzet voor het behoud van dit monument. De belt waarop de molen gebouwd is, is de hoogste van Nederland.
- Het fraaie voormalige gemeentehuis dateert uit 1964 en was de opvolger van het voorlopige gemeentehuis in Ginneken, dat tot 1942 het gemeentehuis was van de gemeente Ginneken en Bavel. Begin 21e eeuw heeft het Waterschap Mark en Weerijs het gemeentehuis aangekocht, met de bedoeling om hierin haar kantoor te vestigen. Door een grootschalige fusie in 2004 van de waterschappen in West-Brabant, waarbij ook Mark en Weerijs betrokken was en het Waterschap Brabantse Delta werd gevormd, is het daar echter nooit van gekomen. Het voormalig gemeentehuis is in 2005 doorverkocht aan een projectontwikkelaar. Inmiddels zijn in het pand 15 luxe appartementen gerealiseerd.
- Aan de Dorpstraat staan enkele rentenierswoningen (uit 1875 en 1902).
- Overblijfselen van Slot Grimhuijsen en een schuurkerk in de voormalige pastorietuin, nu een parkje. Naast muurresten van de schuurkerk is er een toegangspoortje uit ongeveer 1600 en twee hekpalen.

Zie ook: 
- Lijst van rijksmonumenten in Ulvenhout (Alphen-Chaam)
- Lijst van rijksmonumenten in Ulvenhout (Breda)
- Lijst van gemeentelijke monumenten in Ulvenhout (Alphen-Chaam)

## Musea

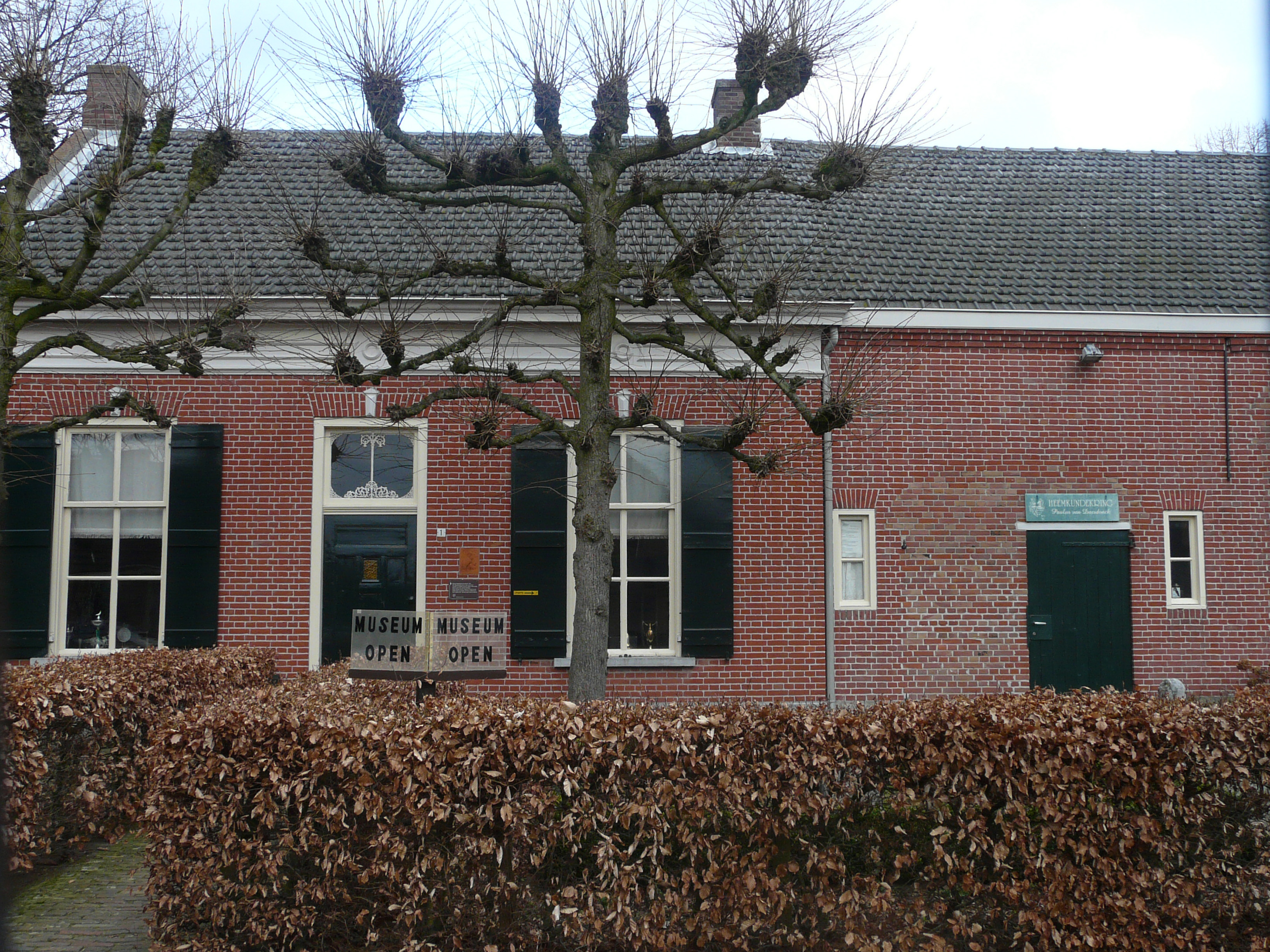
Heemkundig Museum Paulus van Daesdonck

- Heemkundig Museum Paulus van Daesdonck

## Natuur en landschap
Buiten Ulvenhout ligt het Ulvenhoutse Bos. Ook het landgoed Anneville behoort tot Ulvenhout. In het westen vinden we het Markdal met de rivier de Mark, die hier Bovenmark heet. Ter hoogte van Ulvenhout komt ook de Chaamse Beek in de Mark uit.
Ten zuiden van Ulvenhout, in het tot Aphen-Chaamse behorende deel, liggen nog de landgoederen Luchtenburg en Hondsdonk.

## Jaarlijkse evenementen
- Aan de Voorjaarsmarkt (op een zondag eind april) doen circa 150 verenigingen, stichtingen en winkeliers mee. Er zijn ook diverse attracties voor de kinderen.
- Carnaval natuurlijk. Tijdens carnaval heet Ulvenhout Bosuilendorp.
- De kermis begint op de vrijdag in het laatste weekend van augustus en duurt vijf dagen.
- Twee-jaarlijkse Vlooienmarkt Ulvenhout bij de Pekhoeve, opbrengst voor de verenigingen in Ulvenhout
- De Fietsdag Ulvenhout wordt sinds 1977 georganiseerd, op de derde zondag van september. De opbrengst van de tochten, waaraan jaarlijks ruim 2500 mensen deelnemen, komt ten goede aan de instandhouding van twee vakantiebungalows voor gehandicapten.
- Ook de dorpsquiz op de tweede vrijdag van januari is een jaarlijks terugkerend evenement waarvan het aantal deelnemers in 2008 het record van 45 teams met in totaal ruim 550 deelnemers haalde. De quiz wordt de laatste jaren gehouden in zalencentrum Jeugdland.

## Onderwijs
- R.K. Basisschool de Rosmolen
- Basisschool de Klokkebei

## Sport
Ulvenhout heeft een Voetbalvereniging genaamd: UVV '40, een Tennisclub genaamd UTPV, en Handboog vereniging Alliance 'd Amitié. alle drie de verenigingen zijn thuis op Sportpark Jeugdland.
Sportcomplex Jeugdland is de thuisbasis van boksclub Boxing University.
Op zondag 21 augustus 2022 liep de route van de derde etappe (van Breda naar Breda) van de Ronde van Spanje 2022 door Ulvenhout.

## Media
Ulvenhout ligt in het verspreidingsgebied van regionaal dagblad BN DeStem.
Elke week wordt het gratis weekblad Nieuw-Ginneken huis aan huis bezorgd.

## Verkeer en vervoer
Per bus (Arriva) heeft Ulvenhout verbindingen met Breda.
Per auto is Ulvenhout bereikbaar via de A58. Deze verbindt Vlissingen met Eindhoven.

## Galerij

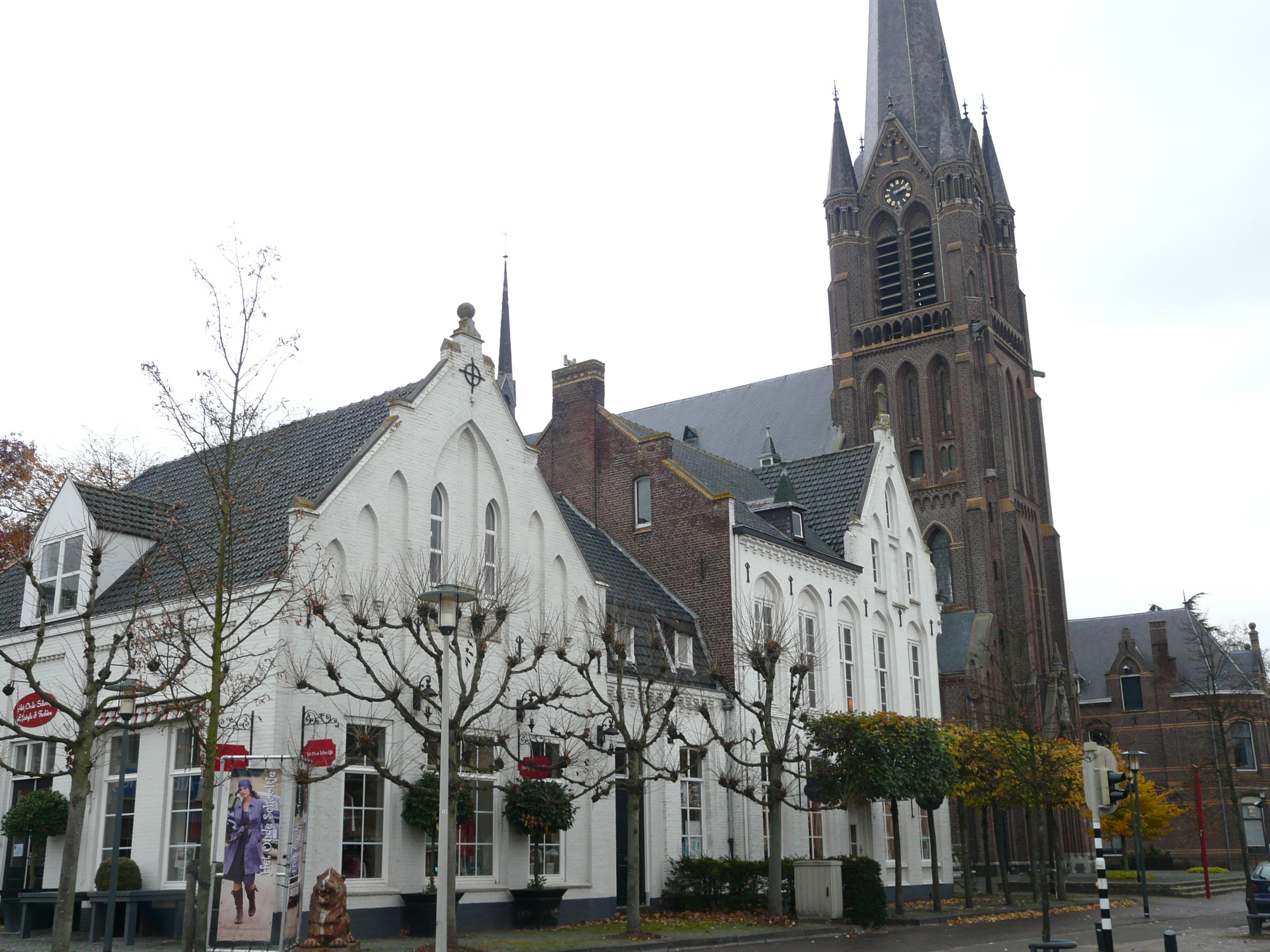
Dorpstraat
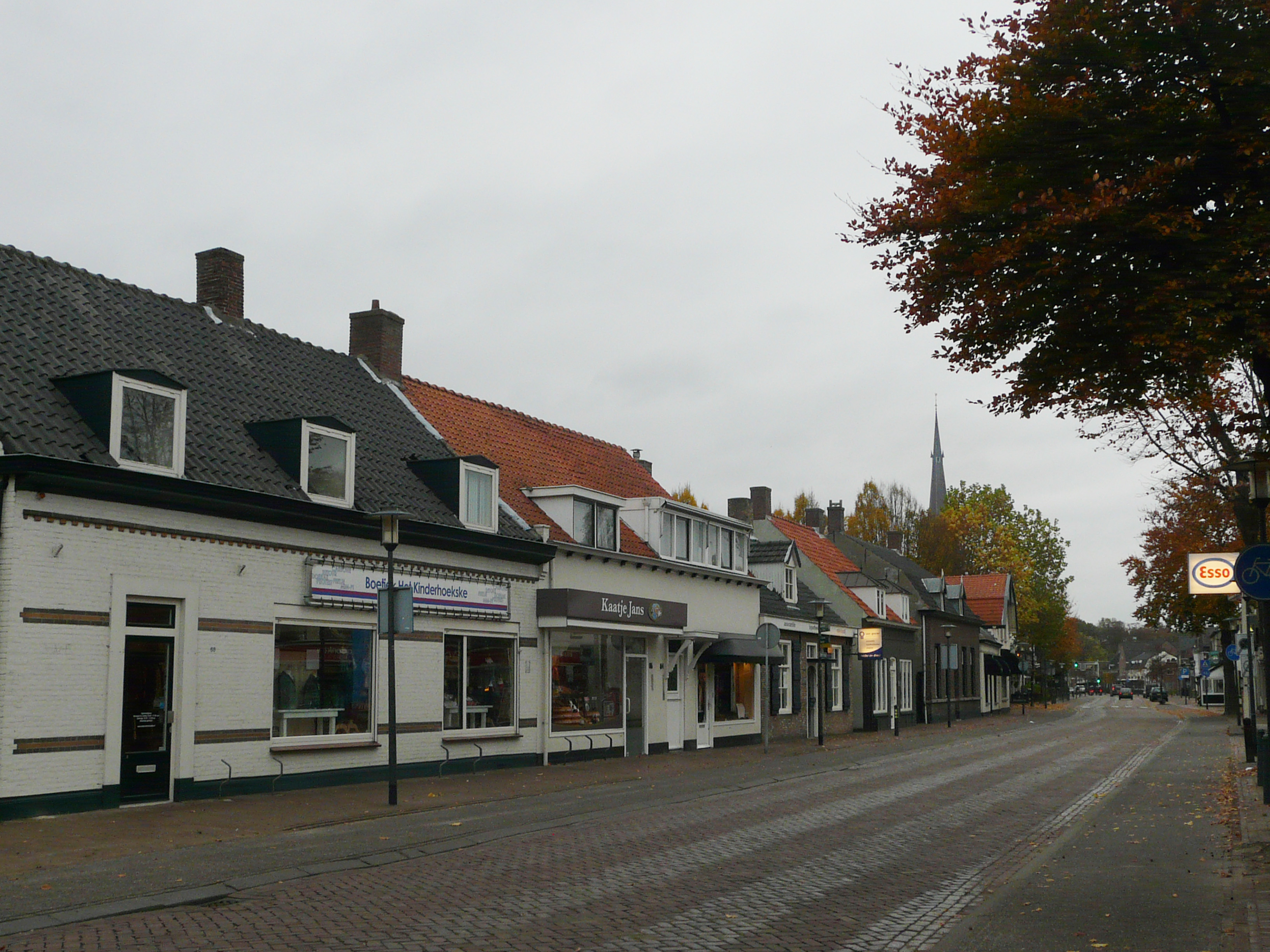
Dorpstraat
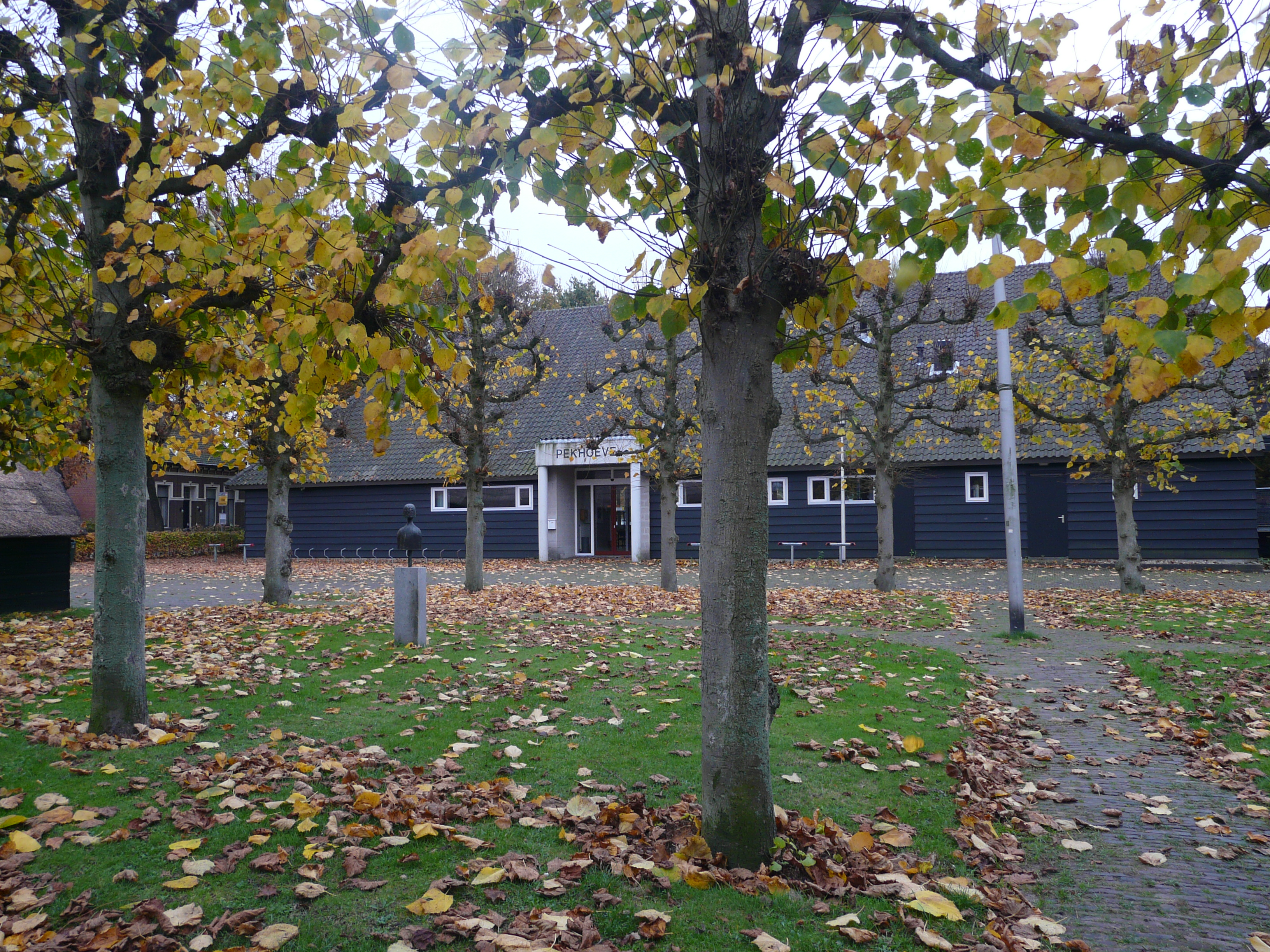
Pekhoeve
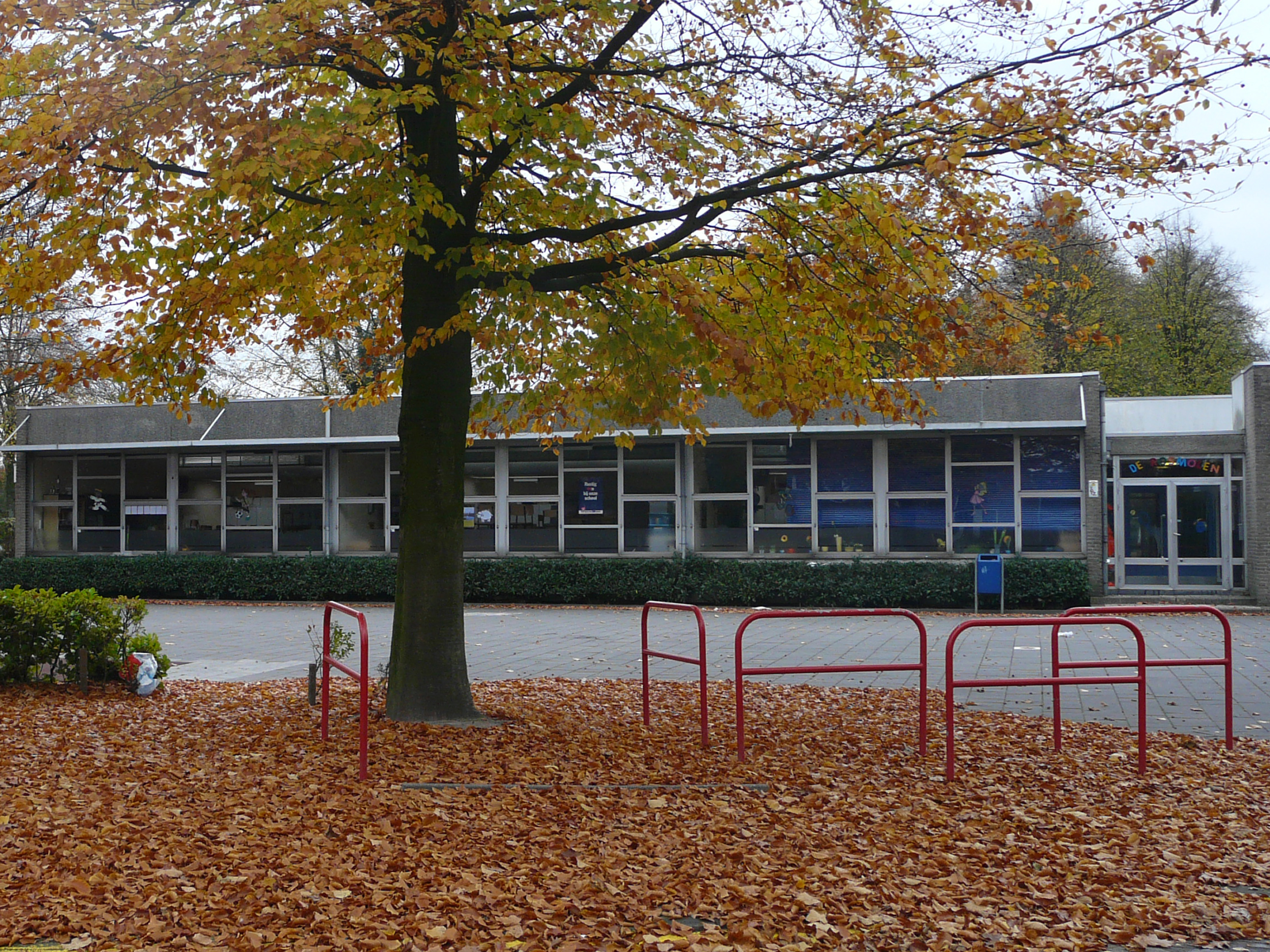
Basisschool de Rosmolen
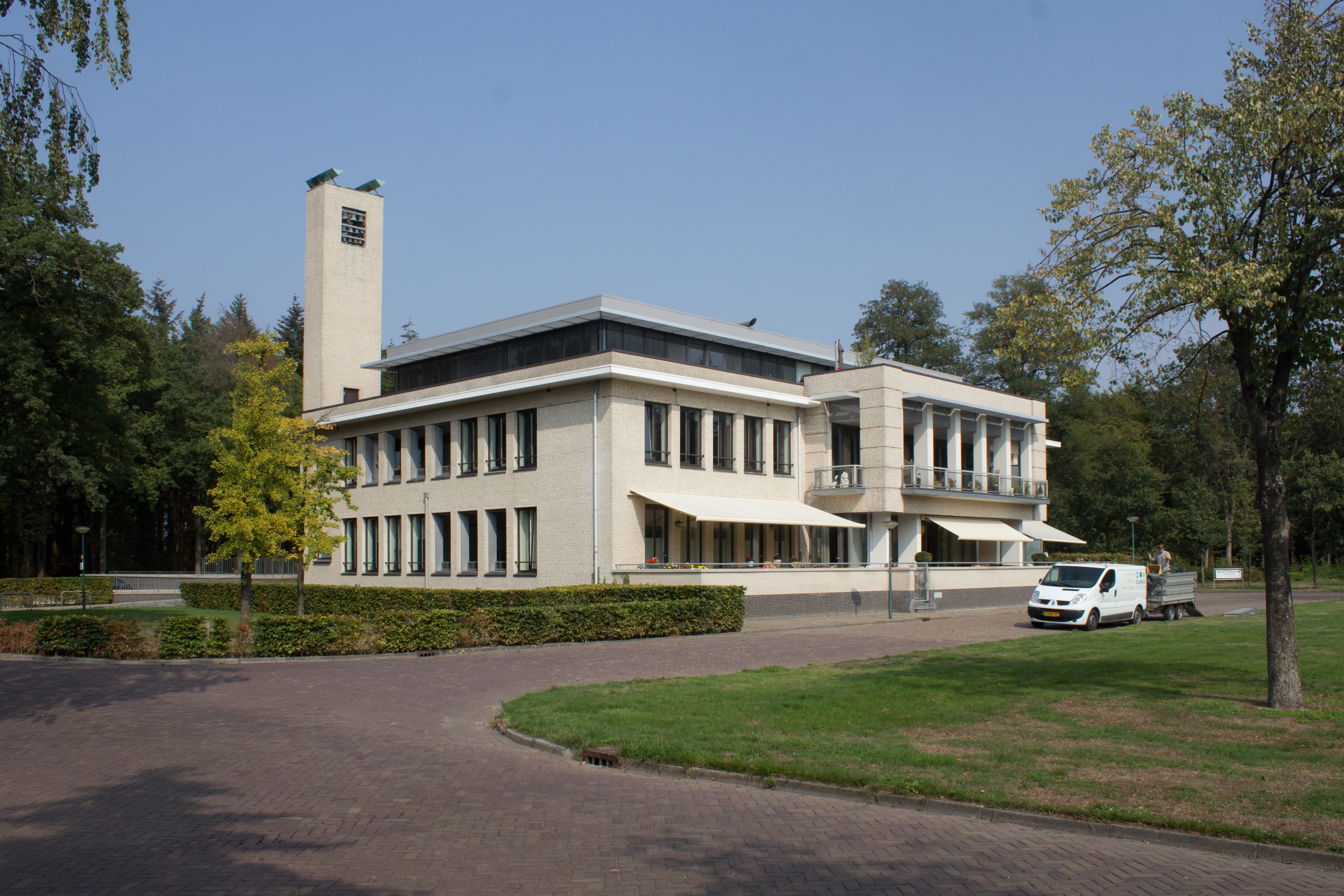
Het voormalige raadhuis van Nieuw-Ginneken

## Geboren
- Anton van Aert (1958), politicus
- Paul de Bont (1961), schrijver, producent
- Marlies Slegers (1965), schrijfster
- Jeroen Goossens (1971), dwarsfluitist

## Overleden
- Alphons Siebers (1978), architect en stedenbouwkundige
- Cornelis Johannes Nicolaas de Graaff (1982), politicus
- Leo van Egeraat (1991), publicist en radio- en televisiepresentator
- Arie van Harten (2004), politicus
- Tjerk Westerterp (2023), politicus

## Nabijgelegen kernen
Bavel, Breda, Chaam, Effen, Galder, Gilze, Ginneken en Strijbeek.
Hoofdplaats: Breda      Dorpen / stadswijken: Bavel (deels) · Effen · Ginneken · Prinsenbeek · Princenhage · Teteringen · Ulvenhout (deels) 

Buurtschappen: Achterste Rith · Bolberg · Diunt · Eikberg · 
IJpelaar · Lage Aard · Lies · Lijndonk · Overa · Rith · Roosberg · Strikberg · Tervoort · Vaareind · Verloren Hoek · Vuchtschoot · Westrik

Noord-Brabant: Steden en dorpen      Nederland: Provincies · Gemeenten
Hoofdplaats: Alphen      Dorpen: Bavel (deels) · Chaam · Galder · Strijbeek · Ulvenhout (deels) 

Buurtschappen: Alphen-Oosterwijk · Anneville · Balleman · Boshoven · Boslust · Couwelaar · Chaamdijk · Dassemus · Druisdijk · Geersbroek · Ginderdoor  · Grazen · Heerstaaien · Heikant · Het Sas · Hondseind · Houtgoor · Kalishoek · Kerzel · Klooster · Kwaalburg · Leg · Looneind · Meijsberg · Notsel · Rakens · Snijders-Chaam · Terover · Venweg · 't Zand 

Noord-Brabant: Steden en dorpen      Nederland: Provincies · Gemeenten